# Canton de Beaumont-Hague
Pour les articles homonymes, voir Canton de Beaumont.
Le canton de Beaumont-Hague est une ancienne division administrative française, située dans le département de la Manche et la région Basse-Normandie.

## Histoire
De 1833 à 1848, les cantons des Pieux et de Beaumont avaient le même conseiller général. Le nombre de conseillers généraux était limité à trente par département.

## Représentation

### Conseillers généraux de 1833 à 2015
| Période | Période      | Identité                           | Étiquette              | Qualité |
| ------- | ------------ | ---------------------------------- | ---------------------- | --- |
| 1833    | 1836         | Alex-Jean-Louis Lebuhotel          |                        | Négociant à Cherbourg |
| 1836    | 1839         | Nicolas Noël-Agnès                 |                        | Négociant, maire de Cherbourg |
| 1839    | 1845         | Hippolyte Alphonse Quénault        | Majorité ministérielle | Conseiller d'État, député (1837-1841, 1845-1848)                                                                                      |
| 1845    | 1848         | Jacques Antoine Lenoir             |                        | Juge de paix aux Pieux |
| 1848    | 1877 (décès) | Comte Hippolyte de Tocqueville     |                        | Châtelain, maire de Nacqueville, sénateur (1875-1877)                                                                                 |
| 1877    | 1880         | Guillaume-Camille-Marie d'Aigneaux | Droite                 | Auditeur au Conseil d'État |
| 1880    | 1886         | Pierre-Éric de Traynel             | Républicain            | Trésorier général des finances |
| 1886    | 1930 (décès) | Albert Le Moigne                   | Républicain            | Maitre des requêtes au Conseil d'État, maire d'Éculleville, député (1895-1906 et 1919-1928), président du conseil général (1922-1930) |
| 1930    | 1934         | Félix-Joseph Patris                | URD                    | Notaire, maire de Beaumont-Hague |
| 1934    | 1940         | Félix Damourette                   | URD                    | Notaire, maire de Sainte-Croix-Hague                                                                                                  |
|         |              |                                    |                        | |
| 1943    | 1945         | Pierre Anquetil                    | ?                      | Maire d'Auderville, nommé conseiller départemental en 1943                                                                            |
|         |              |                                    |                        | |
| 1945    | 1949         | Félix Damourette                   | DVD                    | Notaire, maire de Sainte-Croix-Hague                                                                                                  |
| 1949    | 1955         | Jacques Patris (fils de F.Patris)  | DVD                    | Agriculteur |
| 1955    | 1985         | Paul Gosselin                      | DVD                    | Agriculteur, maire d'Acqueville, président du district de la Hague Suppléant du député Jacques Hébert (1962-1967)                     |
| 1985    | 1992         | Patrick Mougenot                   | PS                     | Médecin, conseiller municipal d'Urville-Nacqueville                                                                                   |
| 1992    | 2015         | Michel Laurent                     | DVD                    | Technicien Areva, maire de Beaumont-Hague, suppléant du député Claude Gatignol (2002-2007)                                            |

### Conseillers d'arrondissement (de 1833 à 1940)
| Période                                  | Période | Identité                                  | Étiquette                | Qualité |
| ---------------------------------------- | ------- | ----------------------------------------- | ------------------------ | --- |
| 1833                                     | 1839    | Jean Charles Nicolas Lesdos (1761-1849)   |                          | Propriétaire, maire d'Urville-Hague                                                                         |
| 1839                                     | 1845    | Jean Louis Lemoigne-Larivière (1772-1858) |                          | Maire d'Urville, ancien juge de paix                                                                        |
| 1845                                     | 1848    | M. Millet                                 |                          | Propriétaire à Beaumont                                                                                     |
|                                          |         |                                           |                          | |
| 1871                                     |         | M. Picquot                                |                          | Propriétaire à Gréville-Hague                                                                               |
|                                          |         |                                           |                          | |
| av.1888                                  |         | Auguste Louis                             |                          | Suppléant du juge de paix                                                                                   |
|                                          |         |                                           |                          | |
| 1901                                     |         | M. Patin                                  | Républicain progressiste | |
|                                          |         |                                           |                          | |
| 1919                                     |         | Félix Patris                              |                          | Notaire, maire de Beaumont                                                                                  |
|                                          |         |                                           |                          | |
| 1930                                     | 1940    | Hyacinthe Canoville                       | URD-PSF                  | Adjoint au maire d'Omonville-la-Rogue                                                                       |
| 1940                                     |         |                                           |                          | Les conseils d'arrondissement ont été suspendus par la loi du 12 octobre 1940 et n'ont jamais été réactivés |
| Les données manquantes sont à compléter. |         |                                           |                          | |

Le canton participe à l'élection du député de la quatrième circonscription de la Manche, avant et après le redécoupage des circonscriptions pour 2012.

## Composition

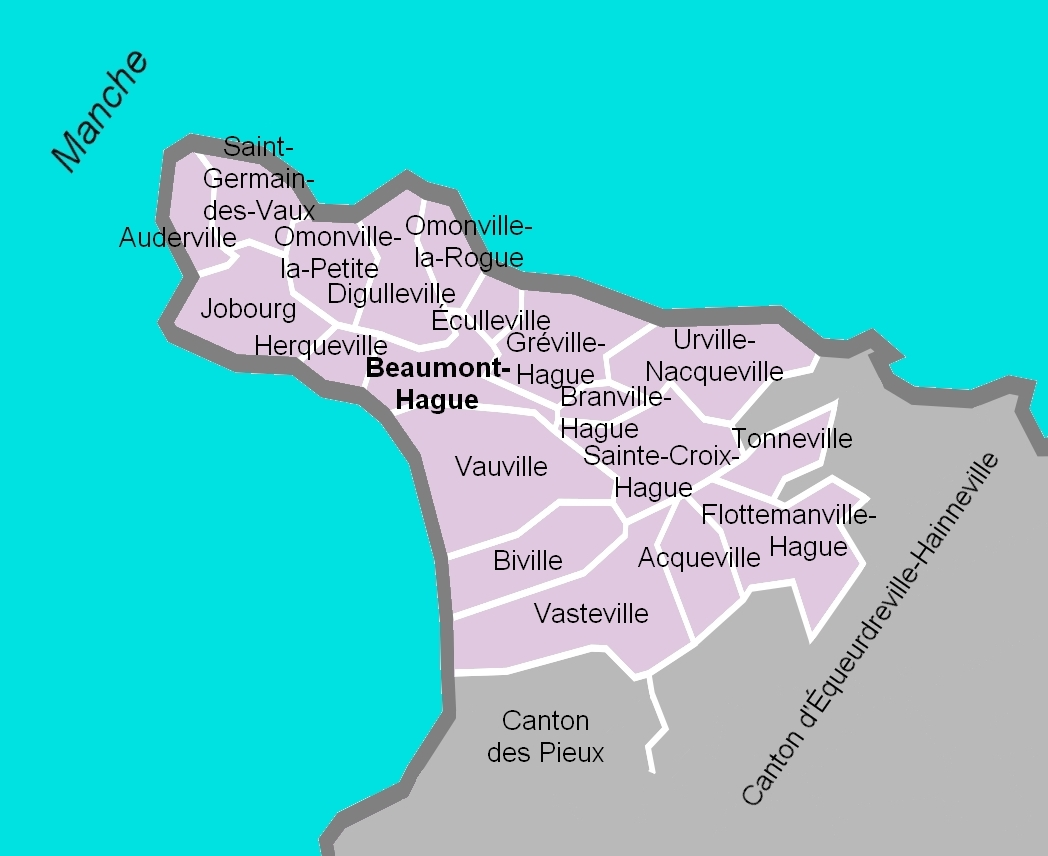
La carte des communes du canton, situé sur le littoral de la Manche. Les cantons limitrophes étaient ceux d’Équeurdreville-Hainneville et des Pieux.

Le canton de Beaumont-Hague comptait 11 932 habitants en 2012 (population municipale) et regroupait dix-neuf communes :
- Acqueville ;
- Auderville ;
- Beaumont-Hague ;
- Biville ;
- Branville-Hague ;
- Digulleville ;
- Éculleville ;
- Flottemanville-Hague ;
- Gréville-Hague ;
- Herqueville ;
- Jobourg ;
- Omonville-la-Petite ;
- Omonville-la-Rogue ;
- Sainte-Croix-Hague ;
- Saint-Germain-des-Vaux ;
- Tonneville ;
- Urville-Nacqueville ;
- Vasteville ;
- Vauville.

À la suite du redécoupage des cantons pour 2015, toutes les communes sont rattachées au canton de la Hague.

### Ancienne commune
La commune de Nacqueville, absorbée en 1963 par Urville-Hague, était la seule commune supprimée, depuis la création des communes sous la Révolution, incluse dans le territoire du canton de Beaumont-Hague. La commune prend alors le nom d'Urville-Nacqueville.

## Démographie
| 1999   | 2006   | 2011   | 2012   |
| ------ | ------ | ------ | ------ |
| 10 879 | 11 423 | 11 958 | 11 932 |